# Nyima
Nyima (chữ Tạng: ཉི་མ་རྫོང་; Wylie: nyi ma rdzong; ZWPY: Nyima Zong; tiếng Trung: 尼玛县; bính âm: Nímǎ Xiàn, Hán Việt: Ni Mã huyện) là huyện có diện tích lớn nhất của địa khu Nagqu (Na Khúc), khu tự trị Tây Tạng, Trung Quốc.

### Trấn
- Ni Mã (尼玛镇)
- Thố Đề La Mã (措折罗玛镇)

### Hương
| - Văn Bộ (文部乡) - Trung Thương (中仓乡) - Trác Ngõa (卓瓦乡) - Trác Ni (卓尼乡) - Cát Ngõa (吉瓦乡) - Giáp Quả (甲果乡) - A Tác (阿索乡) | - Nga Cửu (俄久乡) - Vinh Mã (荣玛乡) - Đạt Quả(达果乡) - Thân Á (申亚乡) - Lai Đa (来多乡) - Quân Thảng (军仓乡) | - Hiệp Đức (协德乡) - Nhã Khúc (雅曲乡) - Dát Thố (嘎措乡) - Thố Đề Cường Mã (措折强玛乡) - Đa Mã (多玛乡) - Ba Lĩnh (巴岭乡) |